# Christian Piller
Christian Piller (* 17. Mai 1968 in München) ist ein deutscher Handballtrainer und ehemaliger Handballspieler, der zumeist als linker Rückraumspieler eingesetzt wurde.

## Karriere
Der 2,03 m große Rechtshänder spielte für den MTSV Schwabing und den TV Niederwürzbach, mit dem er 1991 im DHB-Pokal die Finalspiele erreichte. Danach lief er für den Zweitligisten TuS 04 Kaiserslautern-Dansenberg und den TV Eitra auf, bevor er 1995 zum Bundesligisten TuS Nettelstedt kam, mit dem er 1997 und 1998 den City-Cup gewann. 2001 stieg er in die 2. Handball-Bundesliga ab. Daraufhin wechselte er zum VfL Hameln, wo ihm im März 2002 gekündigt wurde. Anschließend spielte er für den TVA Saarbrücken. 2003 wurde er von der HSG Völklingen verpflichtet.
In der Saison 2008/09 trainierte Christian Piller den Saarlandligisten HSG Dudweiler. Die folgenden Spielzeiten war er Spielertrainer beim TV Merchweiler, mit dem er 2011 aus derselben Liga abstieg. Ab 2011 trainierte er den Saarlandligisten TBS Saarbrücken.

## Privates
Christian Piller ist von Beruf Bauingenieur. Er ist verheiratet und hat ein Kind.